# میان‌گذر ملک فهد

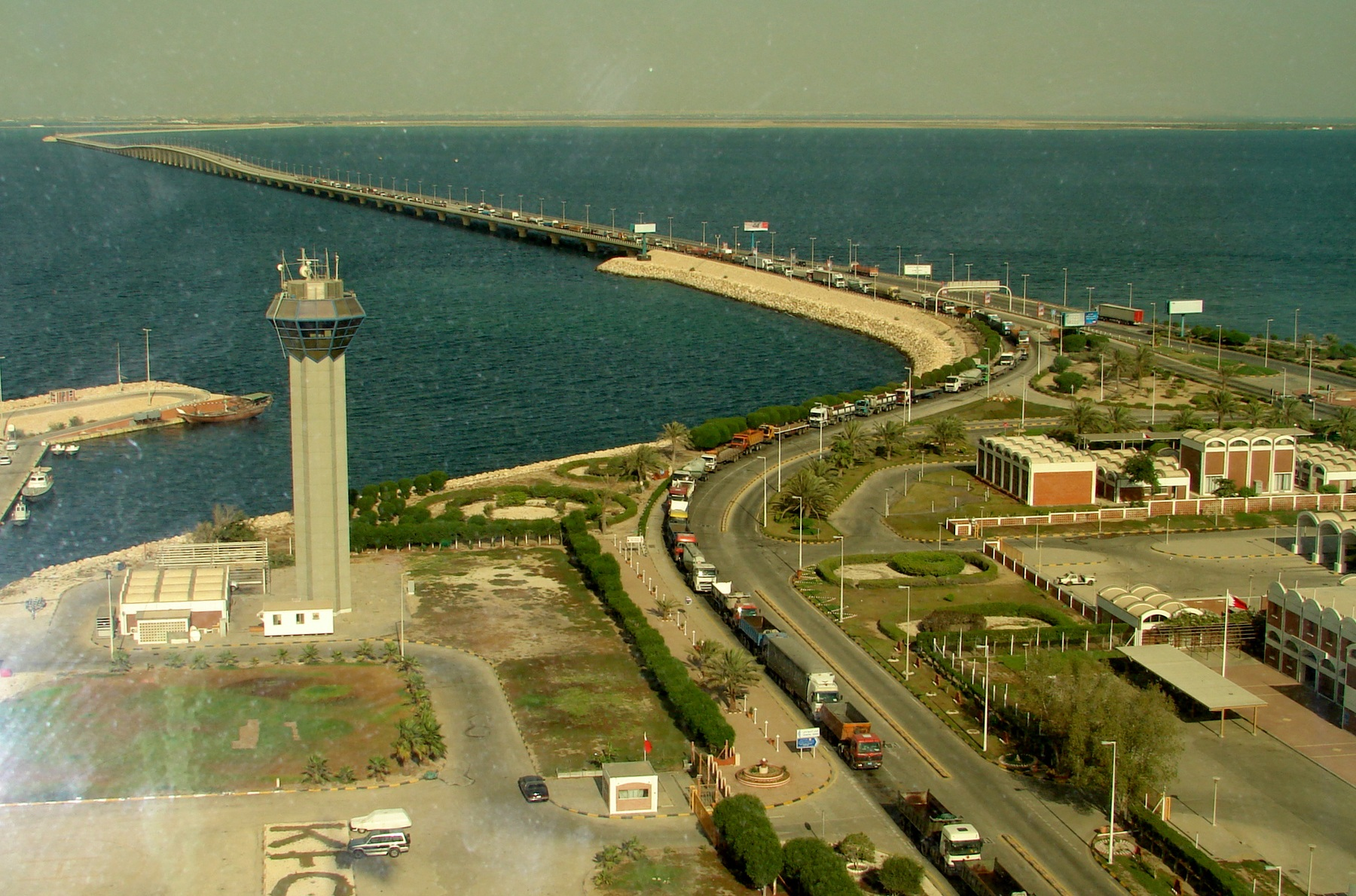
نمایی از گذرگاه ملک فهد.

پل دوستی بحرین و عربستان بر روی خلیج فارس ساخته شده و مجمع الجزایر بحرین را به عربستان متصل می‌سازد. این پل ۲۵ کیلومتر طول دارد و دارای ۷ سد و ۵ پل ارتباطی می‌باشد. این پروژه یک میلیارد دلار هزینه داشته و به وسیلهٔ یک کمپانی هلندی احداث گردیده‌است و در آذر ماه ۱۳۶۵ مورد بهره‌برداری قرار گرفته‌است. عرض پل ۴۰ متر و دارای جاده ای دو طرفه ۸ باندی می‌باشد. از زیر ۴ پل از ۵ پل ارتباطی کشتی‌ها قادر به عبور می‌باشند. ۳/۵ میلیون متر مکعب سنگ و ۱۵ میلیون مترمکعب شن در این جاده ارتباطی به کار رفته‌است.